# Списак тренера који су освојили Куп европских шампиона и УЕФА Лигу шампиона
Куп европских шампиона било је фудбалско клупско такмичење које се одржавало сваке године од 1956. до 1992. Шпанац Хосе Виљалонга водио је Реал Мадрид до титуле у првом одржаном финалу 1956. и поновио је успех следеће сезоне. Енглески клубови и тренери су доминирали крајем 1970-их и почетком 1980-их година када су освојили свако такмичење одржано од 1977. до 1982. Упркос томе, тренери из Италије су најуспешнији пошто су били победници такмичења тринаест пута.
Шампионат је преименован у УЕФА Лигу шампиона 1992. године. Први освајач реформисаног такмичења био је Марсељ под вођством Рајмонда Гуталса.
Карло Анчелоти је једини тренер који је успео да пет пута буде првак такмичења са својим клубовима Миланом и Реал Мадридом. Боб Пејзли, Зинедин Зидан и Пеп Гвардиола освојили су титулу првака Европе по три пута; Пејзли је с Ливерпулом освојио три титуле у пет сезона, Зидан је постао европски првак с Реалом три пута заредом а Гвардиола је освојио две титуле с Барселоном и једну с Манчестер Ситијем. Шеснаест тренера је два пута подигла „ушати пехар”. Само су седморица тренера успели постати прваци Европе с два различита клуба: Анчелоти док је водио Реал и Милан, Ернст Хапел док је водио Фајенорд и Хамбургер, Отмар Хицфелд док је био на челу Борусије Дортмунд и Бајерн Минхена, Жозе Морињо док је био на челу Порта и Интера, Јуп Хајнкес с Реалом и Бајерном, Пеп Гвардиола са Барселоном и Ситијем и Луис Енрике са Барселоном и Пари Сен Жерменом. Седам особа је освојило турнир и док су били играчи и као тренери а оне су: Мигел Муњос, Ђовани Трапатони, Јохан Кројф, Карло Анчелоти, Франк Рајкард, Пеп Гвардиола и Зинедин Зидан.

## Победници по годинама
| Финале | Тренер            | Клуб               | Референца |
| ------ | ----------------- | ------------------ | --------- |
| 1956.  | Хосе Виљалонга    | Реал Мадрид        | [ 4 ]     |
| 1957.  | Хосе Виљалонга    | Реал Мадрид        | [ 4 ]     |
| 1958.  | Луис Карниглија   | Реал Мадрид        | [ 4 ]     |
| 1959.  | Луис Карниглија   | Реал Мадрид        | [ 4 ]     |
| 1960   | Мигел Муњоз       | Реал Мадрид        | [ 4 ]     |
| 1961.  | Бела Гутман       | Бенфика            | [ 4 ]     |
| 1962.  | Бела Гутман       | Бенфика            | [ 4 ]     |
| 1963.  | Нерео Роко        | Милан              | [ 4 ]     |
| 1964.  | Еленио Ерера      | Интер Милано       | [ 4 ]     |
| 1965.  | Еленио Ерера      | Интер Милано       | [ 4 ]     |
| 1966.  | Мигел Муњоз       | Реал Мадрид        | [ 4 ]     |
| 1967.  | Џок Стајн         | Селтик             | [ 5 ]     |
| 1968.  | Мет Базби         | Манчестер јунајтед | [ 6 ]     |
| 1969.  | Нерео Роко        | Милан              | [ 4 ]     |
| 1970.  | Ернст Хапел       | Фајенорд           | [ 7 ]     |
| 1971.  | Ринус Михелс      | Ајакс              | [ 8 ]     |
| 1972.  | Штефан Ковач      | Ајакс              | [ 4 ]     |
| 1973   | Штефан Ковач      | Ајакс              | [ 4 ]     |
| 1974.  | Удо Латек         | Бајерн Минхен      | [ 9 ]     |
| 1975.  | Детмар Крамер     | Бајерн Минхен      | [ 4 ]     |
| 1976.  | Детмар Крамер     | Бајерн Минхен      | [ 4 ]     |
| 1977.  | Боб Пејзли        | Ливерпул           | [ 4 ]     |
| 1978.  | Боб Пејзли        | Ливерпул           | [ 4 ]     |
| 1979.  | Брајан Клаф       | Нотингем форест    | [ 4 ]     |
| 1980.  | Брајан Клаф       | Нотингем форест    | [ 4 ]     |
| 1981.  | Боб Пејзли        | Ливерпул           | [ 4 ]     |
| 1982.  | Ентони Бартон     | Астон Вила         | [ 10 ]    |
| 1983.  | Ернст Хапел       | Хамбургер          | [ 11 ]    |
| 1984.  | Џо Фејган         | Ливерпул           | [ 12 ]    |
| 1985.  | Ђовани Трапатони  | Јувентус           | [ 13 ]    |
| 1986.  | Емерик Јенеј      | Стеауа             | [ 14 ]    |
| 1987.  | Артур Жорже       | Порто              | [ 15 ]    |
| 1988.  | Гус Хидинк        | ПСВ Ајндховен      | [ 16 ]    |
| 1989.  | Ариго Саки        | Милан              | [ 4 ]     |
| 1990.  | Ариго Саки        | Милан              | [ 4 ]     |
| 1991.  | Љупко Петровић    | Црвена звезда      | [ 17 ]    |
| 1992.  | Јохан Кројф       | Барселона          | [ 18 ]    |
| 1993   | Рајмонд Гуталс    | Олимпик Марсељ     | [ 19 ]    |
| 1994.  | Фабио Капело      | Милан              | [ 20 ]    |
| 1995.  | Луј ван Гал       | Ајакс              | [ 21 ]    |
| 1996.  | Марчело Липи      | Јувентус           | [ 22 ]    |
| 1997.  | Отмар Хицфелд     | Борусија Дортмунд  | [ 4 ]     |
| 1998.  | Јуп Хајнкес       | Реал Мадрид        | [ 23 ]    |
| 1999.  | Алекс Фергусон    | Манчестер јунајтед | [ 24 ]    |
| 2000.  | Висенте дел Боске | Реал Мадрид        | [ 4 ]     |
| 2001.  | Отмар Хицфелд     | Бајерн Минхен      | [ 4 ]     |
| 2002.  | Висенте дел Боске | Реал Мадрид        | [ 4 ]     |
| 2003.  | Карло Анчелоти    | Милан              | [ 25 ]    |
| 2004.  | Жозе Морињо       | Порто              | [ 26 ]    |
| 2005.  | Рафаел Бенитез    | Ливерпул           | [ 27 ]    |
| 2006.  | Франк Рајкард     | Барселона          | [ 28 ]    |
| 2007.  | Карло Анчелоти    | Милан              | [ 29 ]    |
| 2008.  | Алекс Фергусон    | Манчестер јунајтед | [ 30 ]    |
| 2009.  | Пеп Гвардиола     | Барселона          | [ 31 ]    |
| 2010.  | Жозе Морињо       | Интер Милано       | [ 32 ]    |
| 2011.  | Пеп Гвардиола     | Барселона          | [ 33 ]    |
| 2012.  | Роберто ди Матео  | Челси              | [ 34 ]    |
| 2013.  | Јуп Хајнкес       | Бајерн Минхен      | [ 35 ]    |
| 2014.  | Карло Анчелоти    | Реал Мадрид        | [ 36 ]    |
| 2015.  | Луис Енрике       | Барселона          | [ 37 ]    |
| 2016.  | Зинедин Зидан     | Реал Мадрид        | [ 38 ]    |
| 2017.  | Зинедин Зидан     | Реал Мадрид        | [ 39 ]    |
| 2018.  | Зинедин Зидан     | Реал Мадрид        | [ 40 ]    |
| 2019.  | Јирген Клоп       | Ливерпул           | [ 41 ]    |
| 2020.  | Ханс-Дитер Флик   | Бајерн Минхен      | [ 42 ]    |
| 2021.  | Томас Тухел       | Челси              | [ 43 ]    |
| 2022.  | Карло Анчелоти    | Реал Мадрид        | [ 44 ]    |
| 2023.  | Пеп Гвардиола     | Манчестер сити     | [ 45 ]    |
| 2024.  | Карло Анчелоти    | Реал Мадрид        | [ 46 ]    |
| 2025.  | Луис Енрике       | Пари Сен Жермен    | [ 47 ]    |

## Тренери с више титула Купа европских шампиона и УЕФА Лиге шампиона

### Пет титула
| Тренер         | Године                        | Клуб(ови)          |
| -------------- | ----------------------------- | ------------------ |
| Карло Анчелоти | 2003, 2007, 2014, 2022, 2024. | Милан, Реал Мадрид |

### Три титуле
| Тренер        | Године            | Клуб(ови)                 |
| ------------- | ----------------- | ------------------------- |
| Боб Пејзли    | 1977, 1978, 1981. | Ливерпул                  |
| Зинедин Зидан | 2016, 2017, 2018. | Реал Мадрид               |
| Пеп Гвардиола | 2009, 2011, 2023. | Барселона, Манчестер сити |

### Две титуле
| Тренер            | Године      | Клуб(ови)                        |
| ----------------- | ----------- | -------------------------------- |
| Хосе Виљалонга    | 1956, 1957. | Реал Мадрид                      |
| Луис Карниглија   | 1958, 1959. | Реал Мадрид                      |
| Бела Гутман       | 1961, 1962. | Бенфика                          |
| Еленио Ерера      | 1964, 1965. | Интер Милано                     |
| Мигел Муњоз       | 1960, 1966. | Реал Мадрид                      |
| Нерео Роко        | 1963, 1969. | Милан                            |
| Штефан Ковач      | 1972, 1973. | Ајакс                            |
| Детмар Крамер     | 1975, 1976. | Бајерн Минхен                    |
| Брајан Клаф       | 1979, 1980. | Нотингем форест                  |
| Ернст Хапел       | 1970, 1983. | Фајенорд, Хамбургер              |
| Ариго Саки        | 1989, 1990. | Милан                            |
| Отмар Хицфелд     | 1997, 2001. | Борусија Дортмунд, Бајерн Минхен |
| Висенте дел Боске | 2000, 2002. | Реал Мадрид                      |
| Алекс Фергусон    | 1999, 2008. | Манчестер јунајтед               |
| Жозе Морињо       | 2004, 2010. | Порто, Интер Милано              |
| Јуп Хајнкес       | 1998, 2013. | Реал Мадрид, Бајерн Минхен       |
| Луис Енрике       | 2015, 2025. | Барселона, Пари Сен Жермен       |

## Победници по државама
| Држава      | Бр. титула |
| ----------- | ---------- |
| Италија     | 13         |
| Шпанија     | 12         |
| Немачка     | 10         |
| Енглеска    | 7          |
| Француска   | 5          |
| Холандија   | 5          |
| Аргентина   | 4          |
| Шкотска     | 4          |
| Португалија | 3          |
| Румунија    | 3          |
| Аустрија    | 2          |
| Мађарска    | 2          |
| Белгија     | 1          |
| Србија      | 1          |

1. ↑  Урачунате титуле тренера из Западне Немачке.
2. ↑  Урачунате титуле Еленија Ерере који је имао и аргентинско држављанство.
3. ↑  Урачунате титуле Еленија Ерере који је имао и француско држављанство.
4. ↑  Урачуната титула тренера из СФР Југославије.